# Steckdose

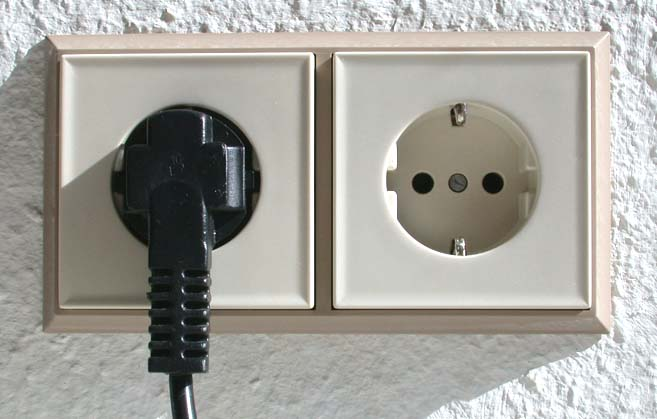
Schuko-Steckdose (Unterputz)

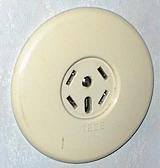
Telefonsteckdose, älterer schwedischer Standard

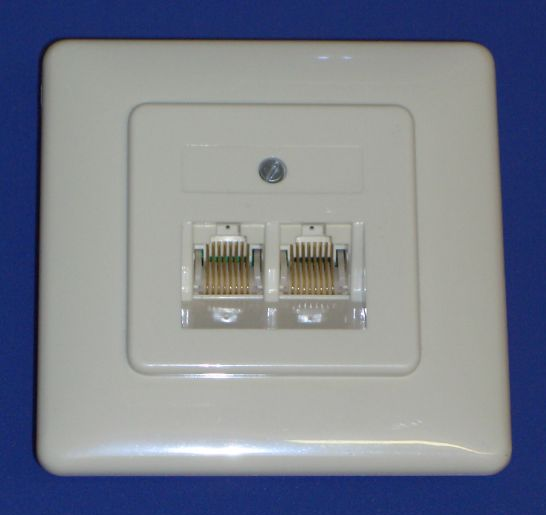
Universal-Datenanschlussdose, Typ UAE mit RJ45-Buchsen

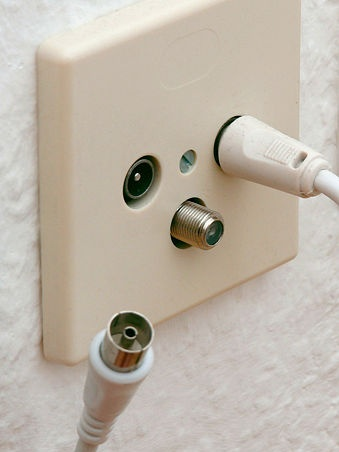
Multimedia- oder Satellitenantennen-Steckdose, oben links Belling-Lee-Buchse für Fernsehen und oben rechts Belling-Lee-Buchse für Radio, unten in der Mitte F-Buchse

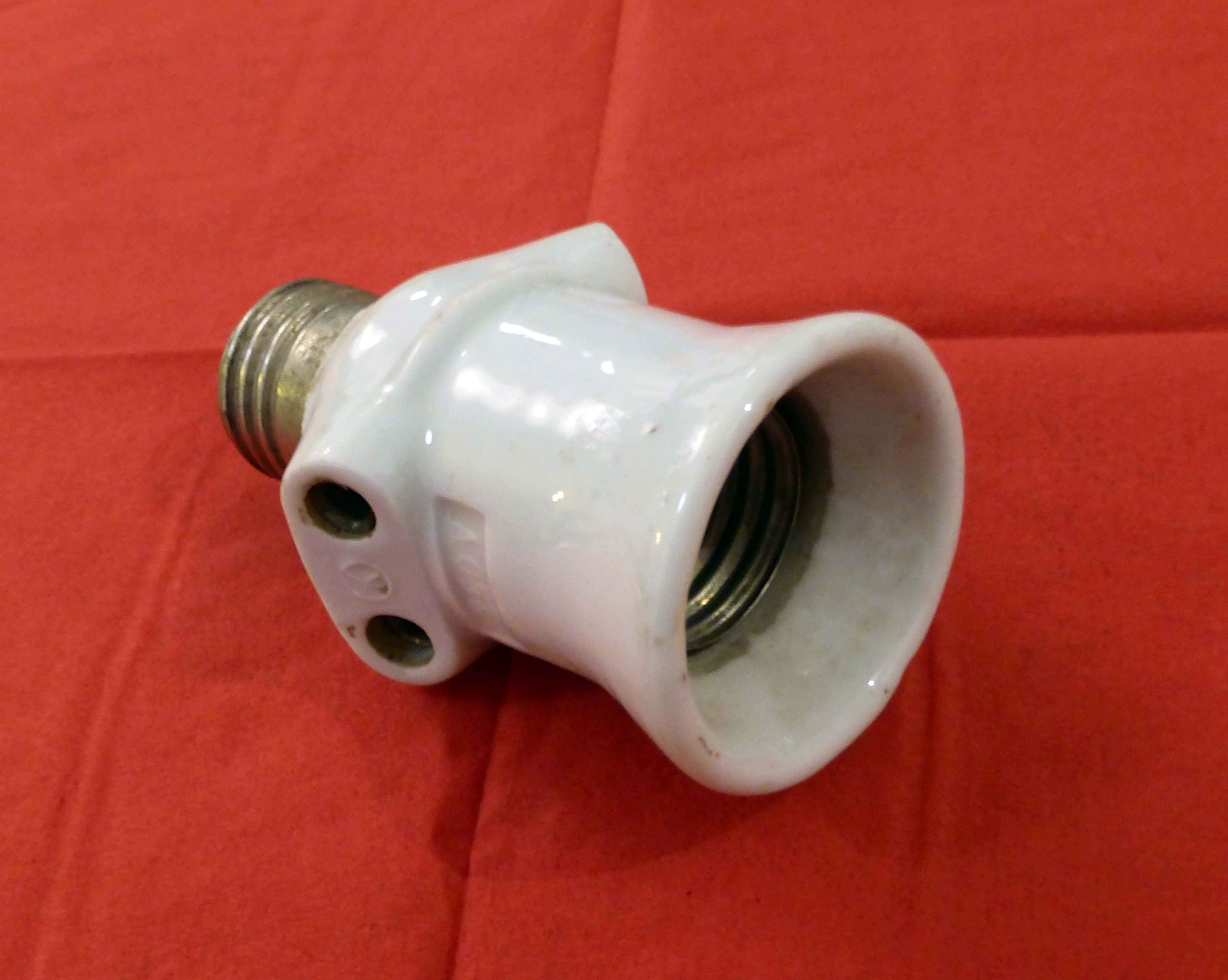
Stromdieb/Fassungssteckdose für Lampen aus Anfang/Mitte des 20. Jahrhunderts. Heute im DACH-Raum nicht mehr zulässig.

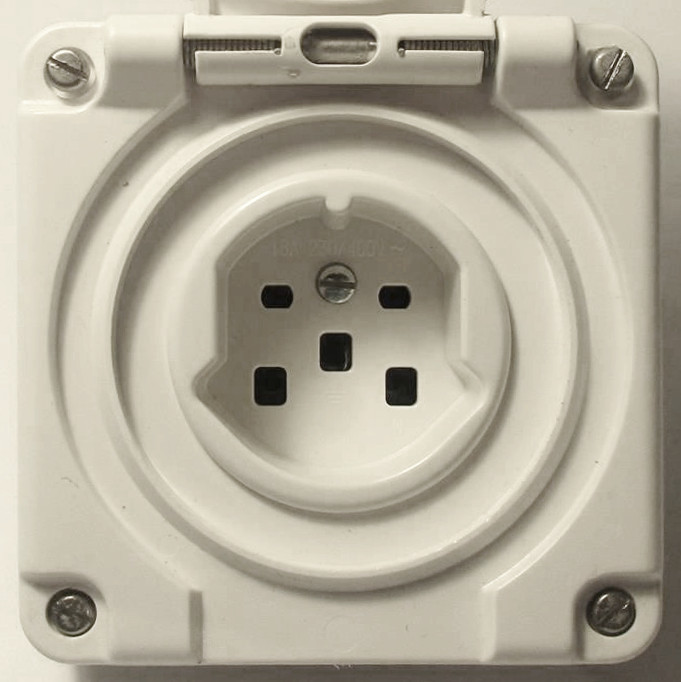
16 A-SN 441011-Dreiphasen-Steckdose Schweizer Norm z. B. zur Stromversorgung einer Waschmaschine.

Eine Steckdose dient als elektrischer Steckverbinder zwischen Leitungen. In der Elektroinstallation wird sie entweder fest an einer Wand (Aufputz) oder versenkt (Unterputz) installiert. In Verlängerungsleitungen, Tisch- oder Mehrfachsteckdosen gibt es Steckdosen als mobile Leitungskupplungen.
Eine Steckdose wird meist für die Stromversorgung verwendet, umgangssprachlich ausschließlich für diese Anwendung. Aber auch Antennen-, Telefon- und Datenübertragungdosen sind Steckdosen. Üblicherweise werden über Steckdosen Geräte mit Einphasen- von 100 bis 230 Volt oder Dreiphasenwechselstrom (Drehstrom) versorgt; es gibt aber auch genormte Steckdosen für Gleichstrom. Auch für die Versorgung mit höheren Spannungen und Strömen existieren Steckdosensysteme, wie das Combined Charging System zur leistungsstarken Gleichstromladung von zum Beispiel Elektroautos. Die Steckverbinder sind für gewöhnlich genormt, aber aus historischen Gründen nicht immer international.

## Haushaltssteckdose
Haushaltsteckdosen versorgen einen Haushalt mit einer Spannung, die je nach Staat oder Energielieferanten zwischen 100 V und 240 V beträgt. Der dabei maximal zulässige Strom variiert dabei nach nationaler Norm, Verlegungsart oder Steckdosentyp, bei Neuinstallationen sind in den meisten Ländern 10 A bis 20 A üblich. Gemeinsam ist, dass bei Überstrom in der Regel eine Überstromschutzeinrichtung (Schmelzsicherung oder Leitungsschutzschalter) die Stromzufuhr unterbricht.
Eine für den Stromanschluss im Haushalt verwendete Steckdose ist (meist über Abzweigdosen) mit einem Verteiler der Gebäudeinstallation verbunden und führt in der Regel einen von drei Außenleitern, den Neutralleiter und den Schutzleiter (siehe auch: Einphasenwechselstrom und Dreiphasenwechselstrom).
Die spannungsführenden Steckdosen heißen oft auch Buchsen oder Kupplung, wenn die Bauform „weiblich“ ist (die Buchse also nach innen weisende Kontaktöffnungen hat, wie bei einer Steckdose). Dadurch wird ein elementarer Berührungsschutz sichergestellt.
Geräteseitig werden Stecker montiert; deren Bauform ist „männlich“ (die Kontaktstifte weisen nach außen).
Umgangssprachlich sollte ein Vertauschen der Begriffe Buchse/Kupplung und Stecker vermieden werden, auch wenn oft eine bewegliche Kupplung als Anschlussleitung an den fest im Gerät montierten Stecker angesteckt wird.
Vor der Entwicklung der Steckdose wurden die ersten elektrischen Haushaltsgeräte in Glühlampenfassungen eingeschraubt. Um 1920 herum gab es auch Lampenstecker, sogenannte „Stromdiebe“. Das waren Zwischenstücke, die man zwischen Glühlampe und Fassung schraubte, und in die man meist beidseitig elektrische Geräte einstecken konnte.

## Intelligente Steckdosen
Für bestimmte Anwendungen wurden intelligente Steckdosen entwickelt, die Geräte im Standbymodus automatisch vom Netz trennen, um die unnötige Leistungsaufnahme zu vermeiden.
Andere Steckdosen lassen sich in drahtlosen Netzwerken fernsteuern, beispielsweise über WLAN oder DECT. Diese Steckdosen können dann mit einem Sprachassistenten (Alexa, Google Assistent oder Siri) oder mit einer Anwendungssoftware (App) von einem Smartphone oder einem Tablet-PC im lokalen Netzwerk oder über das Internet ferngesteuert werden.

## Bauformen und Anschluss
Sogenannte Unterputz-Steckdosen werden in zuvor im Mauerwerk eingelassene Gerätedosen eingesetzt. Der Steckdoseneinsatz wird in der Dose verspannt, verschraubt oder anderweitig befestigt.
Bei handelsüblichen Steckdosen werden die Leiter entweder mittels Verschraubens oder Verklemmens befestigt.

## Sonderformen
- Bordspannungssteckdose
- Rasiersteckdose